# Навчання

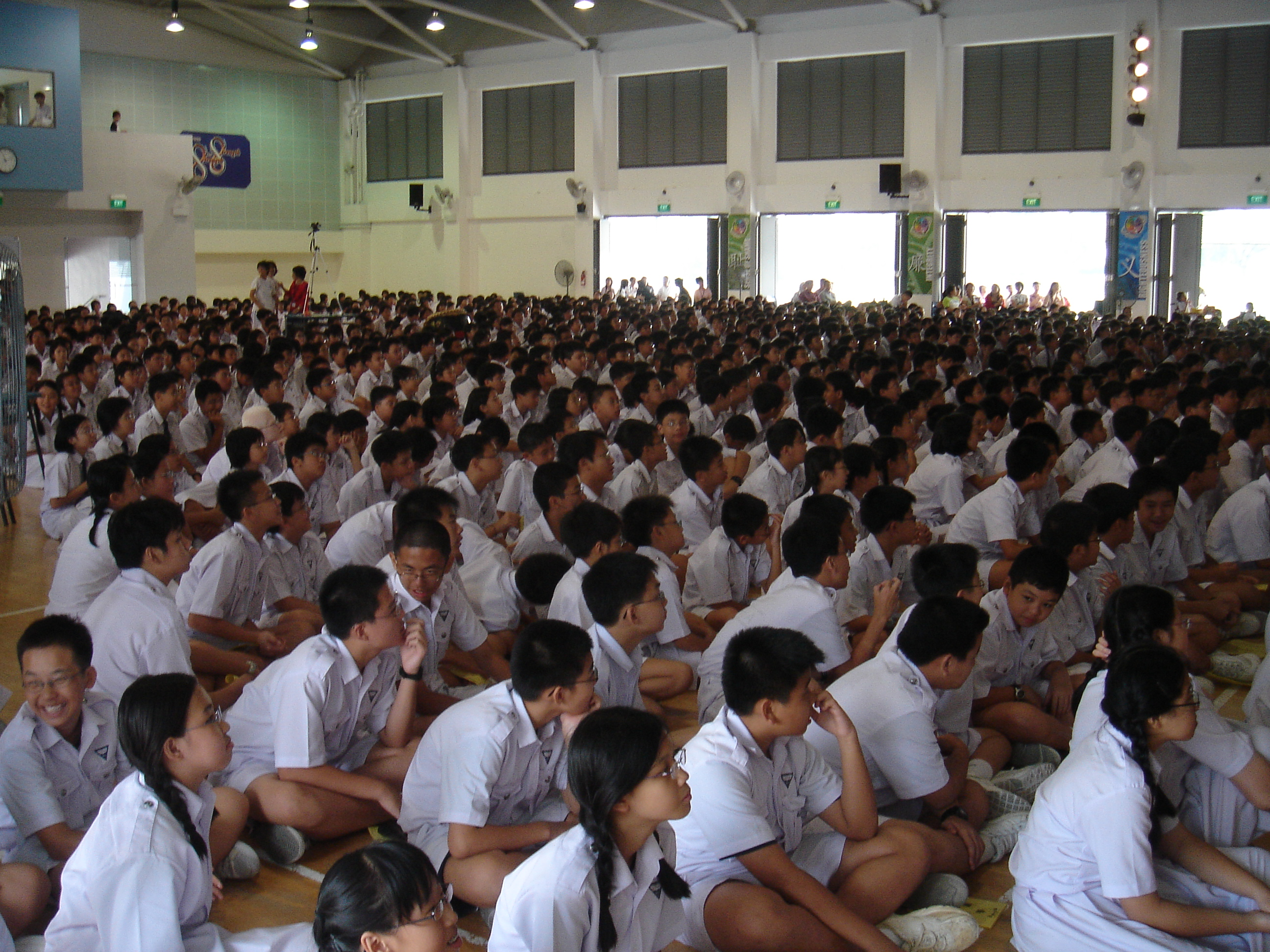
Учні середньої школи, Сінгапур

Навча́ння — це процес набуття нових знань, навичок, поведінки чи цінностей через досвід, вивчення, освіту чи роздуми.
Навчання передбачає зміну когнітивних процесів та поведінки індивіда в результаті досвіду, і це може статися на будь-якому етапі життя. Навчання може бути навмисним або ненавмисним, і воно може відбуватися у формальній чи неформальній обстановці. Процес навчання включає обробку інформації, збереження її в пам’яті та здатність переносити знання та навички в життєві ситуації.
Навчання в контексті освіти — це організована, двостороння діяльність, спрямована на максимальне засвоєння й усвідомлення навчального матеріалу та подальшого застосування отриманих знань, умінь і навичок на практиці.

## Теорії навчання
Докладніше — Теорії навчання.
Існує кілька теорій навчання, які намагаються пояснити, як люди отримують знання та навички. Ці теорії навчання мають різні наслідки для того, як слід підходити до навчання та сприяти йому в контексті освіти та навчання. Ці теорії доповнюють одна одну і оптимальним є використання кращих практик в поєднанні. Ось деякі з найвідоміших теорій:

### Теорія когнітивного навчання
Теорія когнітивного навчання Піаже (когнітивізм) — це теорія, яка підкреслює роль розумових процесів у навчанні. Відповідно до цієї теорії, навчання передбачає активну обробку інформації, формування і оптимізацію метальних схем і моделей обробки інформації, та розвиток метакогніції. Ця теорія була розроблена в Женевській школі генетичної психології Жаном Піаже і його послідовниками. В рамках даної теорії розглядаються походження і розвиток інтелекту у дитини, а також механізми дитячої пізнавальної діяльності, приховані за зовнішньою стороною їхньої поведінки.
Способи застосування когнітивізму в освіті:
- Залучення учнів до групових або класних дискусій.
- Заохочення учнів визначати зв’язки між поняттями чи подіями та, особливо, з раніше вивченним матеріалом.
- Заохочення учнів до рефлексії та сапопізнання (метакогніції) власних процесів мислення та пізнання. Рефлексія та метапізнання передбачають заохочення студентів розмірковувати над власним процесом мислення та навчання. Цей підхід підкреслює важливість розвитку метакогнітивних навичок, таких як самооцінка та саморегуляція, щоб стати більш ефективними учнями.
- Досліджуюче навчання: передбачає надання учням практичних можливостей навчання на досвіді, які дозволяють їм досліджувати та відкривати для себе нові знання та навички. Такий підхід підкреслює важливість активної участі в навчальному процесі.
- Скаффолдинг (з англ. scaffold - каркас): передбачає надання учням підтримки та керівництва, коли вони вивчають нові навички чи концепції. Цю підтримку можна поступово прибрати, коли учень стає більш досвідченим, дозволяючи йому брати на себе більше відповідальності за власне навчання.
- Адаптивне навчання: передбачає пристосування навчання до рівня розуміння та когнітивного розвитку учня. Цей підхід підкреслює важливість надання студентам складного, але не надто складного матеріалу для сприяння когнітивному розвитку.
- Когнітивний конфлікт: передбачає представлення учням ідей або концепцій, які кидають виклик їхнім існуючим переконанням чи припущенням. Цей підхід заохочує студентів протистояти та вирішувати когнітивні конфлікти, щоб побудувати нові знання та розуміння.

### Конструктивізм
Конструктивізм – це теорія, яка підкреслює роль активного конструювання знань учнем. Відповідно до цієї теорії, навчання передбачає побудову ментальних моделей на основі досвіду та взаємодії з навколишнім середовищем. Принципи конструктивізму також застосовуються в теорії когнітивного навчання Піаже. Надаючи учням можливість формувати власні знання шляхом запитань, дослідження, та співпраці, викладачі можуть допомогти учням розвинути критичне мислення, здатність вирішувати проблеми та метакогнітивні навички, які необхідні для успіху в школі та за її межами.
Способи застосування конструктивізму в освіті:
- Проектне навчання: передбачає діяльність учнів та студентів над довгостроковими міждисциплінарними проектами, які вимагають від них застосування критичного мислення та навичок вирішення проблем. Такий підхід дозволяє учням формувати власні знання та розуміння шляхом вивчення та дослідження.
- Навчання на основі запитів: передбачає, що учні ставлять запитання та шукають відповіді через дослідження, експерименти та обговорення. Такий підхід заохочує студентів створювати власні знання, активно залучаючись до процесу навчання.
- Спільне навчання: передбачає роботу з однолітками для досягнення спільної мети. Такий підхід дозволяє студентам обмінюватися ідеями та розвивати розуміння один одного, сприяючи формуванню знань через соціальну взаємодію.
- Проблемне навчання: передбачає подання студентам складних реальних проблем, які вимагають від них застосування знань із багатьох дисциплін для пошуку рішення. Такий підхід дозволяє учням формувати власне розуміння матеріалу, залучаючись до процесу розв’язування проблем.

### Біхевіоризм
Біхевіоризм – це теорія, яка підкреслює роль середовища у формуванні поведінки. Згідно з цією теорією, навчання відбувається через процес обумовлення, який передбачає зв’язок між стимулом і реакцією.
Способи застосування практик біхевіоризму в освіті:
- Позитивне підкріплення: забезпечення позитивного підкріплення, як винагороди та визнання, для учнів та студентів, які показують видатні вдосконалення, зусилля або продуктивність.
- Негативне підкріплення: передбачає усунення неприємного стимулу з метою підвищення ймовірності бажаної поведінки. Наприклад, учитель може припинити призначати домашнє завдання, якщо весь клас добре виконує контрольну роботу, щоб заохотити продовжувати хорошу успішність.
- Покарання: передбачає застосування неприємних наслідків у відповідь на небажану поведінку, щоб зменшити ймовірність повторення такої поведінки в майбутньому. Наприклад, затримання учня за погану поведінку або вирахування балів з оцінки учня за невиконану або неправильно виконану роботу.
- Моделювання: передбачає використання прикладів бажаної поведінки, щоб спонукати учнів наслідувати цю поведінку. Це може включати наведення прикладів доброї поведінки, як-от обмін або допомога іншим, або використання рольових вправ для моделювання відповідної поведінки в соціальних ситуаціях.

### Теорія соціального навчання
Теорія соціального навчання – це теорія, яка підкреслює роль соціальних взаємодій у навчанні. Відповідно до цієї теорії, індивіди вчаться через спостереження та наслідування інших, а також через підкріплення та покарання поведінки.
Способів застосування теорії соціального навчання в освіті:
- Моделювання однолітків: передбачає використання однолітків як позитивних моделей для наслідування для навчання та закріплення відповідної поведінки. Це може бути особливо ефективним у таких сферах, як соціальні навички, вирішення проблем і вирішення конфліктів.
- Кооперативне навчання: передбачає роботу в групах для досягнення спільної мети. Цей підхід наголошує на командній роботі та співпраці, а також заохочує студентів підтримувати та навчатися один у одного.
- Навчання за допомогою спостережень: передбачає спостереження та наслідування поведінки інших. Вчителі можуть використовувати навчання за допомогою спостереження, моделюючи такі поведінки, як повага, емпатія та доброзичливість, а також надаючи можливість учням спостерігати та наслідувати позитивну поведінку своїх однолітків.
- Технології спільного навчання, такі як онлайн-дошки обговорень і відеоконференції, можна використовувати для полегшення соціального навчання у віртуальних середовищах. Ці інструменти дозволяють студентам працювати разом, обмінюватися ідеями та надавати зворотний зв’язок, навіть якщо вони фізично розділені.
- Навчання в громаді: передбачає роботу з громадськими організаціями для вирішення реальних проблем. Цей підхід підкреслює важливість соціальної відповідальності та громадянської активності, а також надає студентам можливість вчитися у членів спільноти та застосовувати свої знання в реальних ситуаціях.

### Експериментальне навчання
Експериментальне навчання – це теорія, яка підкреслює роль безпосереднього досвіду в навчанні. Відповідно до цієї теорії, люди найкраще вчаться, активно залучаючись до досвіду, розмірковуючи над цим досвідом і застосовуючи те, що вони навчилися в нових ситуаціях.
Способи застосування експериментального навчання в освіті:
- Стажування та учнівство. Надання студентам можливості працювати в реальному середовищі може бути потужним способом поєднати навчання в класі з практичним застосуванням. Стажування та учнівство дозволяють студентам працювати разом із професіоналами у своїй галузі, отримуючи цінний досвід та уявлення про обрану кар’єру.
- Сервісне навчання: сервісне навчання поєднує громадську роботу з академічним навчанням, надаючи студентам можливість залучатися до проблем реального світу та робити внесок у свою спільноту. Проекти навчання послуг можна інтегрувати в існуючу курсову роботу або надавати як окремий досвід.
- Польове навчання: Польове навчання передбачає виведення студентів із класної кімнати на поле для проведення досліджень, збору даних і вивчення явищ реального світу. Цей тип навчання може бути особливо ефективним у науці, соціальних науках та екологічній освіті.
- Симуляції та рольові ігри: Симуляції та рольові ігри дають учням можливість практикувати навички та застосовувати знання в безпечному та контрольованому середовищі. Це може бути особливо ефективним у розвитку навичок міжособистісного спілкування, таких як вирішення конфліктів і спілкування.

### Гуманістична теорія навчання
Гуманістична теорія навчання (гуманізм) – це теорія, яка підкреслює роль особистісного зростання та розвитку в навчанні. Згідно з цією теорією, навчання відбувається, коли люди мотивовані переслідувати власні інтереси та цілі, і коли їм надається свобода досліджувати та виражати себе.
Способи застосування гуманізму в освіті:
- Надання учням більшого контролю над напрямком і темпом їхнього навчання.
- Надання учням достатньої підтримки, заохочення та мотивації, щоб допомогти їм зміцнити впевненість у собі, своїх здатності навчатися та опановувати матеріал.

## Теорії навчання (радянська класифікація)
Найбільш фундаментально в педагогіці опрацьовані, психологічно обґрунтовані та перевірені на практиці наступні теорії навчання:
- асоціативно-рефлекторна
- поетапного формування розумових дій і понять
- проблемно-діяльнісна
- змістовного узагальнення В. В. Давидова — Д. Б. Ельконіна (розвиткове навчання);
- програмованого навчання та ін.

### Асоціативно-рефлекторна теорія навчання
Відповідно до цієї теорії сформульовані дидактичні принципи, розроблено переважна більшість методів навчання. В основі асоціативно — рефлекторної теорії навчання лежать виявлені І. М. Сеченовим і Павловим закономірності умовно—рефлекторної діяльності головного мозку людини. Згідно з їх вченням, у мозку людини йде постійний процес утворення умовно—рефлекторних зв'язків — асоціацій. Від того, які асоціації будуть стійкими і закріпляться в свідомості, залежить індивідуальність кожної особистості.
Практичні висновки:
Оволодіння навчальним матеріалом починається з його сприйняття. Для поліпшення сприйняття навчальної інформації важливо залучити органи чуття:
- слухові;
- зорові;
- рухові та ін

Якщо навчальний матеріал містить велику кількість блоків, то для його сприйняття краще застосовувати спеціальні прийоми:
- виділяти головне;
- застосовувати підкреслення;
- використовувати колір;
- пропонувати звернути особливу увагу і т. д.

Для активізації процесу осмислення навчального матеріалу важливо, щоб він був:
- доступним;
- логічно взаємопов'язаним;
- правильно зрозумілим;
- актуалізованим.

У процесі навчання важливо забезпечити не тільки сприйняття і осмислення навчального матеріалу, але і його закріплення в пам'яті. Для цього можуть бути застосовані такі підходи:
- структурування змісту матеріалу, виділення у ньому опорних елементів, встановлення зв'язків між ними, повторення їх шляхом систематизації;
- розповідь, пояснення;
- показ засвоєного товаришеві;
- застосування отриманих знань у практичній діяльності.

Основою процесу оволодіння знаннями є їх застосування на практиці. Сенс та правильність ідеї визначається при її застосуванні.

### Теорія поетапного формування розумових дій і понять
У процесі навчання принципово нових знань, практичних навичкок теорія поетапного формування розумових дій виділяє кілька етапів:
- мотиваційний;
- попереднє ознайомлення з дією;
- виконання матеріалізованої дії відповідно до навчальних завдань у зовнішній матеріальній, розгорнутій формі.
- зовнішня мова (учні проговорюють вголос дію, ту операцію, яку в даний момент освоюють).
- беззвучне усне мовлення (учні проговорюють про себе дію, ту операцію, яку в даний момент освоюють).
- автоматичне виконання відпрацьовуваних дій.

### Теорія проблемно-діяльнісного навчання
Сутність проблемно-діяльнісної теорії навчання полягає в тому, що в процесі навчальних занять створюються спеціальні умови, в яких учень, спираючись на набуті знання, самостійно виявляє і осмислює навчальну проблему, подумки і практично діє в цілях пошуку і обґрунтування найбільш оптимальних варіантів її вирішення.
Можна виділити кілька етапів пізнавальної навчальної діяльності учнів:
- сприйняття і осмислення учнями створеної вчителем проблемної ситуації. Учні знайомляться із ситуацією, аналізують її, виділяють основні протиріччя і усвідомлюють сутність своїх труднощів.
- учні створюють і обґрунтовують модель своїх можливих дій з вирішення проблемної ситуації. Пробують вирішити виниклу проблему на основі наявних у них знань, а коли це не вдається, вони шляхом здогадки, логічних міркувань або в ході самостійного пошуку нових знань у підручниках, навчальних посібниках вибудовують уявну модель своїх дій щодо її вирішення.
- індивідуальні дії відповідно до створеної моделі. Під час практичних дій уточнюється і коректується прийняте рішення.
- аналіз проведеної дії і перевірка правильності вирішення проблеми.
- аналіз мислення в ході проведеної дії. Аналіз того, як учень мислив в ході практичної дії, сприяє розвитку його інтелектуальних здібностей, виходу за межі традиційних рішень, відмови від шаблонів і стереотипів в розумовій діяльності.

## Типи навчання
Навчання можна розділити на різні типи залежно від природи та контексту досвіду навчання. Деякі поширені типи навчання включають:
- Класичне обумовлення: цей тип навчання передбачає асоціювання нейтрального стимулу з рефлекторною реакцією для створення вивченої реакції. Найвідомішим прикладом класичного кондиціонування є собаки Павлова, у яких перед годуванням собак неодноразово дзвонили в дзвіночок. Згодом собаки навчилися пов'язувати звук дзвінка з їжею і виділяли слину лише на звук дзвінка.
- Оперантне обумовлення: цей тип навчання передбачає асоціювання поведінки з наслідком. Позитивне підкріплення, негативне підкріплення та покарання є поширеними стратегіями, які використовуються в оперантному обумовленні. Наприклад, учень, який отримує похвалу за виконання домашнього завдання, з більшою ймовірністю продовжить виконувати домашнє завдання в майбутньому, тоді як учень, якого карають за розмови в класі, з меншою ймовірністю буде говорити в класі знову.
- Навчання за допомогою спостережень: Цей тип навчання передбачає спостереження та наслідування поведінки інших. Навчання за допомогою спостереження часто використовується в контексті соціального навчання і може бути особливо ефективним, коли учень ідентифікує себе з моделлю, яку він спостерігає. Наприклад, дитина, яка спостерігає, як їхні батьки займаються просоціальною поведінкою, як-от волонтерство чи допомога іншим, з більшою ймовірністю сама буде брати участь у подібній поведінці.
- Когнітивне навчання: цей тип навчання передбачає отримання та застосування знань і навичок за допомогою розумових процесів, таких як сприйняття, увага, пам'ять і вирішення проблем. Когнітивне навчання часто використовується в академічних контекстах і може бути особливо ефективним, коли учні беруть активну участь у процесі навчання.
- Експериментальне навчання: цей тип навчання передбачає навчання через безпосередній досвід і рефлексію на цей досвід. Експериментальне навчання часто використовується в контекстах практичного або занурювального навчання, таких як учнівство, стажування або навчальні програми на природі. Експериментальне навчання може бути особливо ефективним, коли учням надається можливість застосувати свої знання в контексті реального світу.
- Концепція програмованого навчання. Під програмованим навчанням розуміється кероване засвоєння навчального матеріалу через комп'ютер. Матеріал подається у невеликих порціях з контрольними завданнями. Правильне виконання дозволяє отримати нову інформацію. Блочне навчання базується на гнучкій програмі, дозволяє використовувати знання. Модульне навчання передбачає роботу з модулями, підвищуючи індивідуалізацію і регулюючи темп та зміст навчання.
- Проблемне навчання — навчання засноване на використанні евристичних методів — спеціальних методів, використовуваних в процесі відкриття нового. Даний вид навчання ставить за мету розвиток евристичних умінь у процесі вирішення проблемних ситуацій, які можуть носити як практичний, так і теоретико-пізнавальний характер.[5]

## Фактори, що впливають на навчання
Хоча існує багато різних теорій навчання, дослідники загалом погоджуються, що кілька факторів відіграють значну роль у процесі навчання. Ці фактори включають:
- Попередні знання та досвід: учні привносять власні унікальні знання та досвід у навчальний процес, який може підтримувати або перешкоджати їхній здатності здобувати нову інформацію.
- Мотивація: може бути як внутрішньою (наприклад, особистий інтерес чи цікавість), так і зовнішньою (наприклад, нагороди чи оцінки) і може значно вплинути на залученість і наполегливість учня в процесі навчання.
- Увага: вміння фокусувати увагу на сприйнятті інформації та обробляти її, щоб навчатися, є ключовим в процесі навчання. Такі фактори, як відволікання, втома або стрес, можуть заважати цьому процесу.
- Зворотній зв’язок: Своєчасний і конкретний зворотний зв’язок від педагога може допомогти учням скорегувати своє розуміння та продуктивність, тоді як неадекватний або непослідовний зворотний зв’язок може призвести до плутанини та розчарування.
- Навчальні методи та матеріали. Ефективне навчання та матеріали мають бути адаптовані до потреб і вподобань учня, а також враховувати такі фактори, як стиль навчання, культурне походження та знання мови.
- Соціальний контекст: на навчання можуть впливати такі соціальні фактори, як взаємодія з однолітками, культурні норми та очікування суспільства.

Розуміючи та враховуючи ці та інші фактори, що впливають на навчання, викладачі та учні можуть працювати разом, щоб створити оптимальне навчальне середовище, яке підтримує ріст, розвиток і досягнення.

## Навчальне середовище
Навчальне середовище стосується фізичних, соціальних і психологічних контекстів, у яких відбувається навчання. Дизайн навчального середовища може значно вплинути на ефективність навчання, особливо в навчальних закладах. Ефективне навчальне середовище не обмежується фізичним класом, його можна створити в будь-якому місці, де відбувається навчання. Дизайн навчального середовища повинен враховувати конкретні потреби учнів і цілі навчання. Деякі фактори, які слід враховувати при створенні позитивного навчального середовища, включають:

### Фізичне середовище
Під фізичним середовищем розуміється середовище, в якому відбувається навчання, включаючи планування класної кімнати, якість освітлення та наявність ресурсів, таких як технології та підручники. Позитивне фізичне навчальне середовище може посилити залучення студентів, сприяти активному навчанню та зменшити відволікання.

### Соціальне середовище
Соціальне середовище стосується взаємодії між учнями та між учнями та викладачами. Позитивне середовище соціального навчання може сприяти співпраці, заохочувати спілкування та сприяти почуттю причетності. Педагоги можуть створити позитивне соціальне середовище, сприяючи груповій роботі, сприяючи позитивній взаємодії та надаючи можливості для навчання рівних.

### Психологічне середовище
Під психологічним середовищем розуміється емоційний і психологічний клімат навчального середовища. Позитивне психологічне середовище може сприяти почуттю безпеки, підвищити мотивацію та покращити результати навчання. Педагоги можуть створити позитивне психологічне середовище, сприяючи покращенню мислення, надаючи можливості для самостійності та заохочуючи до проактивності та творчості.

### Віртуальне середовище
Віртуальне середовище стосується платформ та інструментів онлайн-навчання. Позитивне віртуальне навчальне середовище може забезпечити гнучкість, розширити доступ до ресурсів і сприяти співпраці. Педагоги можуть створити позитивне віртуальне навчальне середовище, вибравши ефективні інструменти, задавши чіткі очікування та сприяючи спільноті через онлайн-спілкування та співпрацю.

## Форми та підходи
В оперативно-діяльнісний компонент навчання входять форми організації навчання. До загальних форм М.Н.Скаткін відносить індивідуальну, парну, групову та колективну.

### Підходи
Лекції, практичні заняття, семінари, лабораторні роботи в малих групах, самостійна робота на основі підручників, навчальних посібників, методичних розробок і конспектів, консультації із викладачами, дистанційних форм навчання, підготовка та здача державної атестації у вигляді державного іспиту чи тестування.
Ділові ігри, заняття-екскурсії, заняття-заліки, заняття-лекції, заняття-діалоги, заняття-семінари, домашня робота.

### Наочний матеріал
Схеми, таблиці, малюнки, відеофільми, ігри.

### Система оцінювання
Письмові та комбіновані (усно-письмові) екзамени, диференційовані заліки, лабораторні звіти, поточний та модульний контроль, курсові проекти та роботи, розрахунково-графічні роботи, підготовка наочних презентацій, підготовка індивідуальних завдань, рефератів, звіти з практики, державний іспит, тестування.

## Нейробіологія навчання
Знання властивостей нервової системи має велике значення для оптимізації життєдіяльності людини.

### Нейропластичність
Нейробіологічною основою навчання та пам'яті є нейропластичність.
Найактивніша нейропластичність в дитячому мозку. З віком вона може трохи зменшуватись, чим пояснюється зниження пізнавальних здатностей у літніх людей, але зберігається протягом усього життя. Запам'ятовуванню нової інформації сприяє активне фокусування на сприйнятті нової інформації з коротким відпочинком після акту навчання (глибокий відпочинок без сну (NSDR) чи легкі фізичні вправи). Важливо не сприймати іншу інформацію під час короткого відпочинку після вивчення нової інформації — уникати гаджетів, розмов — бо це знизить якість навчання.

### Фізичні вправи
Добровільні фізичні вправи можуть покращити навчання, когнітивні функції (пам'ять, увагу, мислення) та розумову працездатність. Доведено, що фізичні вправи покращують нейропластичність і пам'ять (покращують кровотік в мозку, підвищують рівень нейротрофічного фактора мозку (BDNF) та інших факторів росту), стимулюють нейрогенез та підвишують стійкість мозку до негативних чинників. Важливим є також доступ свіжого повітря — мозок навіть у спокої споживає 25% усього кисню. Основним джерелом енергії у головному мозку є глюкоза і низький її рівень в крові може погіршувати когнітивні функції.

### Нейрогенез
Останні дослідження показують, що нейрогенез — утворення гових нейронів — відбувається під час всього життя, хоч і не надто активно. А в гіпокампі, центрі мозку, що відповідає за консолідацію пам'яті при навчанні, нейрогенез достатьо активний все життя. Фактори що впливають на нейрогенез дорослих:
Покращують:
- Раціональне харчування, а саме достатнє вживання Омега-3 жирних кислот, чорниці та інших багатих на флавоноїди продуктів, куркуміну, цинку, фолієвої кислоти, резвератролу.
- Інтервальне голодування та інші методи обмеження калоражу.
- Фізична активність, що покращує кровопостачання мозку (біг та інші види аеробної активності).

Погіршують:
- Вживання алкоголю.
- Надмірне вживання цукру та насичених жирних кислот.
- Дефіцит вітаміну A, вітамінів групи B, вітаміну E.
- Дефіцит харчових волокон в раціоні.

## Дистанційне навчання
Удосконалення технологій значно вплинуло на те, як ми навчаємося, і відкрило нові можливості для отримання освіти та навчання. З поширенням комп’ютерів, мобільних пристроїв та Інтернету навчання тепер може відбуватися будь-коли та будь-де.
Дистанційне навчання, також відоме як електронне навчання, включає широкий спектр цифрових інструментів і ресурсів, які підтримують викладання та навчання. Ці інструменти можуть включати освітнє програмне забезпечення, онлайн-курси та програми, мультимедійні ресурси та комунікаційні технології, такі як електронна пошта, соціальні мережі та відеоконференції. Переваги та недоліки дистанційного навчання:

### Переваги
Переваги технологічного навчання включають збільшення доступності до освіти, гнучкий розклад і можливість персоналізувати навчання.

### Недоліки
- Обмежена взаємодія: електронне навчання може бути самотнім досвідом, якому бракує переваг соціальної взаємодії з викладачами та однолітками.
- Обмежений зворотний зв’язок: без негайного зворотного зв’язку від інструктора учням може бути важко зрозуміти свій прогрес і визначити сфери, де вони потребують вдосконалення.
- Знижена мотивація: учні можуть бути менш мотивовані проходити курси електронного навчання через відсутність відповідальності, соціальної взаємодії та духу суперництва.
- Самодисципліна: Електронне навчання вимагає від учнів самодисципліни та ініціативи для виконання курсової роботи, що може бути важким для деяких людей.
- Неадекватна підготовка: без належної підготовки інструктори можуть бути не підготовлені для розробки та надання ефективного електронного навчання.
- Технічні труднощі: Можуть виникнути технічні проблеми, наприклад труднощі з доступом або використанням платформи, що може перешкодити навчанню.

### Книги
- Педагогіка. Навчальний посібник для студентів вищих педагогічних навчальних закладів / І.Зайченко — Освіта. КНТ, 2008. ISBN 978-966-373-346-3
- Ormrod, Jeanne Ellis (2016). Human learning (7th edition). Harlow, Essex, England. ISBN 978-1-292-10438-6.
- Psychology of Learning and Motivation — серія наукових книг

### Журнали
- Journal of Experimental Psychology: Learning Memory and Cognition
- Learning and Memory
- Learning and Instruction
- Neurobiology of Learning and Memory
- Language Learning
- Journal of the Learning Sciences
- Learning and Individual Differences
- Metacognition and Learning
- The Learning Organization
- Learning and Motivation
- Teaching and Learning in Medicine
- npj Science of Learning (сайт)